# Harry Heilmann
Pour les articles homonymes, voir Heilmann.
Harry Edwin Heilmann (3 août 1894 – 9 juillet 1951) fut un joueur américain de baseball avec les Tigers de Détroit et les Reds de Cincinnati. Il fut un joueur de premier but et un voltigeur de droite. Il a commencé sa carrière avec Portland dans la Ligue de la côte du Pacifique avant d'être recruté par les Tigers. Sa moyenne à vie fut 0,291 après 6 saisons, mais aidé par le gérant Ty Cobb Heilmann a frappé 0,391 l'année suivante. En 1921, 1923, 1925 et 1927 il a mené la Ligue américaine à la moyenne au bâton, dont une moyenne de 0,403 en 1923. Cette même année il a marqué 121 points avec 112 points produits et a fini troisième lors du vote pour le meilleur joueur. Il a presque répété cette performance en 1927 avec une moyenne de 0,398 - et a fini deuxième après Lou Gehrig lors du vote. Bien qu'il n'ait frappé que 183 coups de circuit dans sa carrière, il frappé régulièrement les doubles, avec 342 doubles en 8 saisons entre 1923 et 1930, soit 43 doubles par an.
Après avoir développé l'arthrite il a raté la saison entière en 1931 et n'a joué que 15 parties en 1932 avant de prendre sa retraite. Sa moyenne au bâton à vie est classé 9e par le site web officiel de la Ligue majeure de baseball. Après sa retraite, il est devenu commentateur pour les Tigers entre 1934 et 1950. Un an après sa mort en 1951 il fut élu au Temple de la renommée du baseball. 

## Palmarès
- Champion de la moyenne au bâton en 1921, 1923, 1925 et 1927
- Classé 23e pour les doubles
- Classé 9e pour la moyenne au bâton.